# Presidente Pinto
El crucero Presidente Pinto fue un crucero protegido que sirvió a la Armada de Chile. Perteneciente a la clase Presidente Errázuriz junto a su buque gemelo Presidente Errázuriz, el Presidente Pinto fue encargado a Francia junto a otros proyectos como parte de un plan de modernización naval impulsado por el presidente José Manuel Balmaceda.
La corta carrera del Presidente Pinto estuvo plagada de incidentes incluso antes de servir en Chile, lo que provocó que el buque ganara mala fama dentro de la marina y fuera asignado a tareas de poca importancia. La carrera del Presidente Pinto acabó abruptamente en 1905 luego de encallar por accidente.

## Historia
En conformidad a la Ley de 22 de agosto de 1887 se construyó en Francia en el astillero Forges et Chantiers de la Mediterraneo, La Seyne, Touluon, unidad que fue lanzada al agua el 4 de septiembre de 1890.
Era uno de los dos cruceros protegidos ordenados por el presidente José Manuel Balmaceda en el plan de modernización de la Armada de Chile. Su construcción fue supervigilada por el Almirante Juan José Latorre.
Tenía 2 /4 " de coraza en cubierta y 3 1/4" en las casamatas. Su casco era de acero con forro de madera y cobre y estaba dividido en 10 compartimientos estancos.
Al igual que su crucero gemelo Presidente Errázuriz, zarpó a medio terminar desde Toltén el 5 de agosto de 1891 hacia Génova y luego a las Islas Baleares. Recibió su artillería encajonada en el Mar del Norte desde un buque mercante inglés, a veinte millas de Copenhague, en Dinamarca.
Para tripularlo se contrató una tripulación heterogénea, que se sublevó debiendo regresar a El Havre. Durante el viaje a Chile se produjeron varios conatos de sublevación, especialmente de parte de su personal de máquinas. Recaló a Valparaíso en septiembre de 1892, donde se lo sometió a reparaciones debido a la mala manipulación de sus calderas y maquinaria.
Formó parte de la Escuadra de Evoluciones y se le usó en comisiones hidrográficas.
Zarpó para Chile el 5 de agosto de 1891. Recaló cuando había terminado la guerra civil chilena de 1891.
Naufragó en el bajo Velahué a la salida de Quellón el 26 de mayo de 1905.

## Galería de imágenes

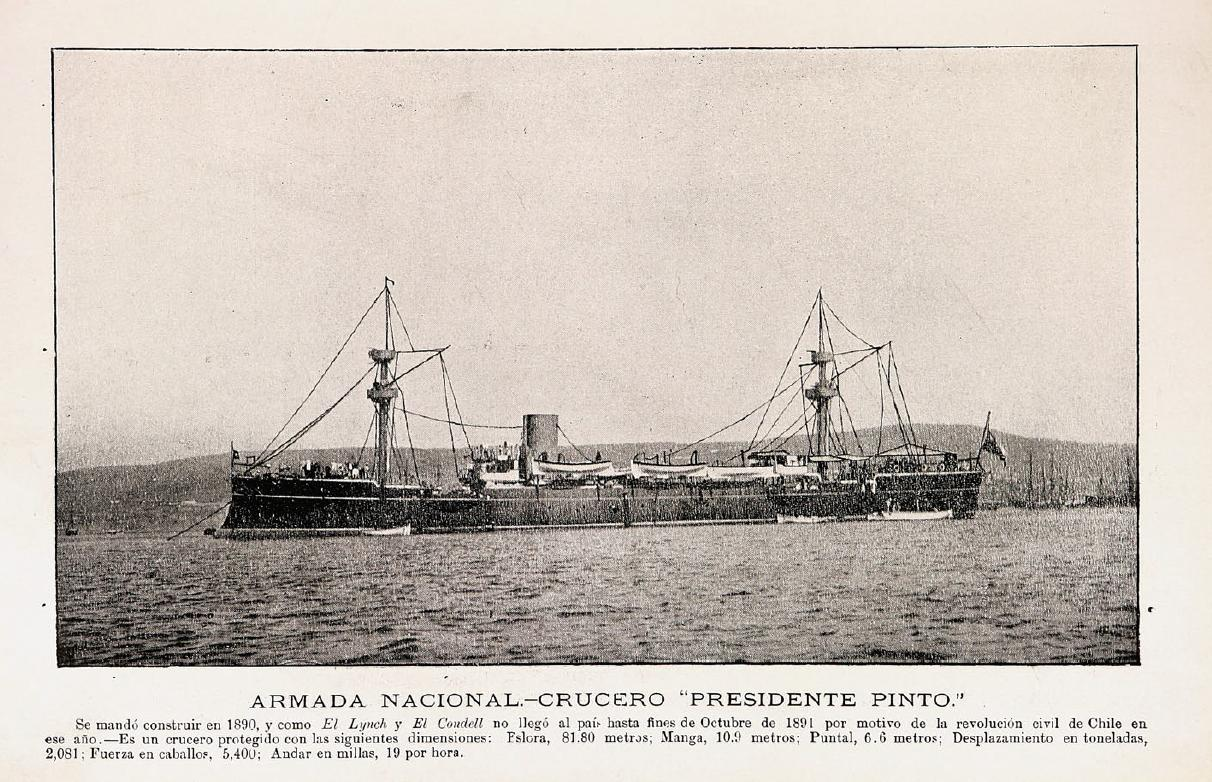
Fotografía del crucero protegido Presidente Pinto.
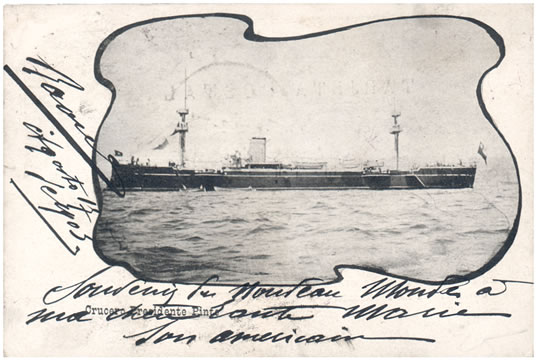
Fotografía hecha del crucero protegido Presidente Pinto.
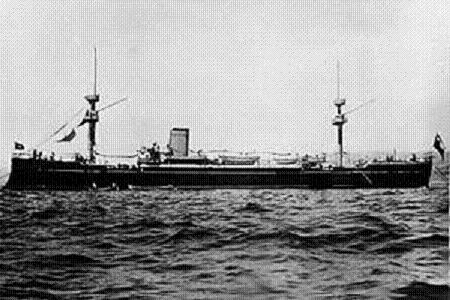
Crucero protegido Presidente Pinto.
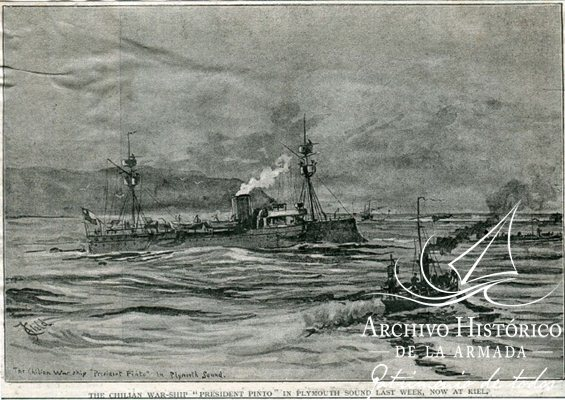
Crucero Presidente Pinto en Plymouth.
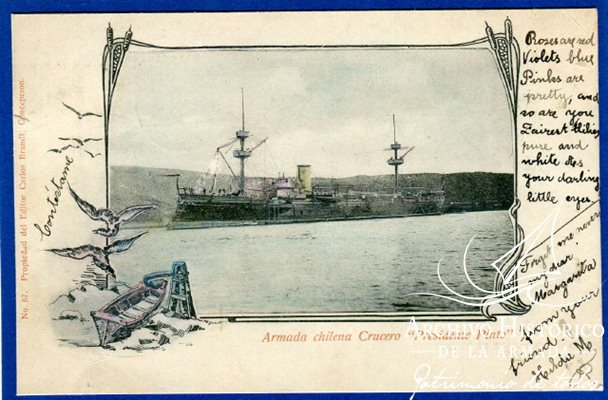
Carta postal del Presidente Pinto.
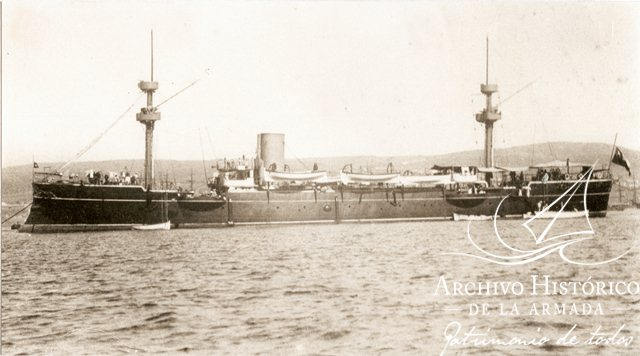
Fotografía del Presidente Pinto.
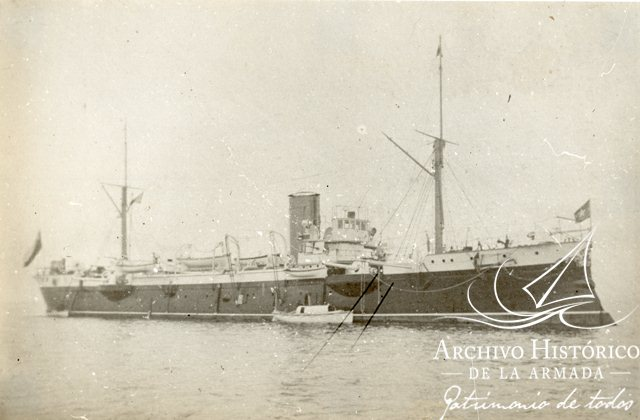
El Presidente Pinto.